# Ezel
Ezel (türkisch [e'zel], deutsch: ohne Anfang oder ohne Vergangenheit) ist eine türkische Fernsehserie, die von Intrigen wohlhabender zwielichtiger Casino-Besitzer handelt. Hintergrund ist der Bruch einer naiven Vierer-Freundschaft, die zu einer von Geld und Macht motivierten  Freundschaft mutiert. Liebe und Verrat zwischen Feind und Freund gehen in dieser Serie ineinander wie in keiner anderen türkischen Fernsehserie. Die Serie ist stark inspiriert vom Der Graf von Monte Christo vom französischen Autor Alexandre Dumas der Ältere.

## Handlung
Ömer ist ein bescheidener Junge, der bei seinem Familienfreund Ali in einer Werkstatt arbeitet. Ali, Cengiz und Ömer sind von Kind auf die besten Freunde. Als Ömer 1997 von seinem Wehrdienst zurückkehrt, freut er sich zurück bei seinen Freunden zu sein und hofft nun, seine große Liebe Eyşan heiraten zu können. Was Ömer nicht weiß, ist, dass Eyşan, Cengiz und Ali einen Raubüberfall auf ein Casino planen, denn Eyşan brauchte das Geld um ihrer kranken Schwester helfen zu können. Bei dem Überfall wird ein Wachmann erschossen. Die drei Freunde hintergehen Ömer und lassen es so aussehen, als ob Ömer den Überfall und Mord begangen hat.
Ömer wird von der Polizei verhaftet und aufgrund der Falschaussage von Eyşan wegen Mord und schwerem Raubüberfall mit Todesfolge zu einer lebenslangen Einzelhaft verurteilt. Während Ömer versucht im Gefängnis zu ergründen, ob Ali oder Cengiz Eyşan zu der Falschaussage gezwungen haben, teilen sich die Freunde die bei dem Raub erbeuteten mehrere Millionen. Die Wege von Ali und Cengiz trennen sich, denn jeder will sich nun seine Wünsche erfüllen. Cengiz aber zwingt Eyşan zu einem zweisamen Leben, da er sonst die Polizei über den Mord aufklären will. Das ist Eyşan recht, die von Ömer schwanger ist.
In den ersten Jahren seiner Gefangenschaft erleidet Ömer große Qualen, denn jeder der Insassen will erfahren, wo er das Geld versteckt hat. Doch dann nimmt sich der Pate Ramiz Karaeski Ömers an. Er glaubt Ömer und hilft ihm zu verstehen, dass Cengiz den Plan des Casinoüberfalles aufstellte, dass Ali, der ein wenig aggressive und grobe Werkstatt-Besitzer, den Wächter tötete und Eyşan das Opfer zur falschen Zeit zum falschen Ort führte. Nun beginnen Ramiz und Ömer einen psychologischen Racheplan zu schmieden. Ömer lernt in seiner Gefangenschaft von Ramiz, dem Ex-Casino-Besitzer, die Kunst des Pokerns.
Im achten Jahr seiner Gefangenschaft brechen Aufstände im Gefängnis aus. Viele Häftlinge nutzen die Aufstände zur Flucht. Ömer wird kurz daraufhin für tot erklärt, weil man einen verbrannten Toten im Bett von Ömer entdeckt hat. Dieser Tote ist aber ein Aufseher von Ömer, der Ömer jahrelang quälte; sogar während der Aufstände. Ömer indessen konnte fliehen, hat aber durch den Aufstand und Brand ein entstelltes und zerschnittenes Gesicht. Freunde von Ramiz verhelfen Ömer zu einem neuen Gesicht und damit zu einer neuen Identität. Ömer heißt ab jetzt Ezel (i. w. S. „ohne Anfang“) und ist mithilfe finanzieller Unterstützung von Ramiz ein junger Milliardär.
Die drei alten Freunde erkennen Ömer nicht wieder und nehmen Ezel in den Kreis der engen Freunde auf, dabei versucht Ezel mehr und mehr die drei Freunde, die sichtlich nur von Geld motiviert werden, gegeneinander aufzuspielen. Es beginnen Intrigen der zwielichtigen Casinobesitzer. Mit der Zeit gelingt es Ezel seine Rache Stück für Stück zu erlangen. Dabei nimmt er Cengiz sein ganzes Vermögen, das er mit den erbeuteten Geld machte, ab. Ramiz steht seinem Schützling Ezel zur Seite und hilft ihm beim Ausführen seines Planes.

## Ausstrahlung
Die Fernsehserie wurde vom 28. September 2009 bis 18. Januar 2010 montags auf Show TV ausgestrahlt. Seit dem 25. Januar 2010 läuft die Serie auf Aktüel Televizyonu. Am 20. Juni 2011 wurde die Finalepisode der Serie ausgestrahlt. Außerdem läuft die Serie auf dem griechischen Kanal ANT1, auf dem kroatischen Kanal RTL Televizija, auf dem mazedonischen Kanal ALSAT-M (albanisch), auf dem peruanischen Kanal Frecuencia Latina und auf dem persischen Sender GEM-TV.

## Besetzung
| Rolle                            | Schauspieler       | Hauptrolle (Folge) | Tod                                                                             |
| -------------------------------- | ------------------ | ------------------ | ------------------------------------------------------------------------------- |
| Ezel Bayraktar                   | Kenan İmirzalıoğlu | 1–71               | bleibt offen                                                                    |
| Eyşan Atay (geb. Tezcan)         | Cansu Dere         | 1–71               | erstochen von Cengiz Atay                                                       |
| Cengiz Atay                      | Yiğit Özşener      | 1–71               | Sturz auf Klippen (Ezel und Ali)                                                |
| (Kerpeten Ali) Ali Kırgız        | Barış Falay        | 1–71               |                                                                                 |
| Bahar Tezcan                     | Sedef Avcı         | 3–32               | erschossen durch Auftragsmörder Temmuz                                          |
| Ramiz Dayı Karaeski              | Tuncel Kurtiz      | 3–61               | verblutet nach Schießerei (Kenan Birkan)                                        |
| Ramiz Karaeski (jung)            | Ufuk Bayraktar     | 34–68              |                                                                                 |
| Selma Hünel (jung)               | Zeynep Köse        | 35–61              |                                                                                 |
| (Yakışıklı Serdar) Serdar Tezcan | Salih Kalyon       | 1–49               | wird von Tochter Eysan Atay erschossen                                          |
| Can Atay                         | Barış Serma        | 1–71               |                                                                                 |
| Ömer Uçar                        | İsmail Filiz       | 1–71               | wird für tot erklärt, lebt aber als Ezel weiter                                 |
| Mümtaz Uçar                      | Bayazıt Gülercan   | 1–71               |                                                                                 |
| Meliha Uçar                      | İpek Bilgin        | 1–71               |                                                                                 |
| Mert Uçar                        | Kemal Uçar         | 1–41               | überfahren von Serdar Tezcan                                                    |
| (Tefo) Tevfik Zaim               | Sarp Akkaya        | 1–65               | wird von Chucky erschossen                                                      |
| Kamil Çalıca                     | Güray Kip          | 1–30               | Tod nach Schießerei (Temmuz)                                                    |
| Şebnem Sertuna                   | Bade Işçil         | 1–71               |                                                                                 |
| Kenan Birkan                     | Haluk Bilginer     | 34–68              | wird erschossen von Ali Kirgiz                                                  |
| Selma Hünel                      | Nurhan Özenen      | 14–58              | wird vom Auftragsmörder Temmuz auf der Hochzeit ihrer Tochter (Azad) erschossen |
| Azad Karaeski                    | Burçin Terzioğlu   | 20–71              |                                                                                 |
| Kaya                             | Levent Can         | 32–62              | Wird vergiftet von Ezel                                                         |
| Temmuz                           | Rıza Kocaoğlu      | 21–67              | von Ali Kirgiz erschossen                                                       |
| Bade                             | Berrak Tüzünataç   | 46–71              |                                                                                 |

## Auszeichnungen
Antalya Fernsehpreis 2010
- Bestes Drehbuch für Kerem Deren und Pinar Bulut
- Beste Regie (Drama) für Uluç Bayraktar
- Beste Kamera für Veysel Teksahin
- Bester Schauspieler (Drama) für Kenan Imirzalioglu
- Bester Schnitt für Serdar Çakular
- Beste Serie
- Beste Serienmusik für Toygar Isikli
- Beste Szene (Drama) für Kusszene in Beyoglu
- Bester Trailer

## Kritiken
Neues Gesicht, neue Identität: Dieses Motiv ist bereits Grundlage einiger Fernsehserien:
- Michael Arthur Long → Michael Knight, in: Knight Rider
- Ali Candan → Polat Alemdar, in: Tal der Wölfe / Kurtlar Vadisi